# ZPC Hoogeveen
Zwem- en Poloclub Hoogeveen (ZPC Hoogeveen) is een zwemvereniging uit de Nederlandse plaats Hoogeveen, opgericht in 1965. De vereniging is actief in het wedstrijdzwemmen en waterpolo. Het thuisbad van de vereniging is Zwembad de Dolfijn. In de maanden mei t/m augustus wordt ook gebruik gemaakt van Zwembad de Waterlelie.

## Competitie
De zwemselectie van ZPC Hoogeveen presteert al jaren op het hoogste niveau in Nederland.
|           | Competitie  | Eindstand |
| --------- | ----------- | --------- |
| 2002-2003 | Hoofdklasse | 8e        |
| 2003-2004 | Hoofdklasse | 2e        |
| 2004-2005 | Hoofdklasse | 10e       |
| 2005-2006 | Hoofdklasse | 4e        |
| 2006-2007 | Hoofdklasse | 5e        |
| 2007-2008 | Hoofdklasse | 8e        |
| 2008-2009 | Hoofdklasse | 9e        |
| 2009-2010 | Hoofdklasse | 12e       |
| 2010-2011 | Hoofdklasse | 10e       |
| 2011-2012 | Hoofdklasse | 9e        |
| 2012-2013 | Hoofdklasse | 11e       |
| 2013-2014 | Hoofdklasse | 9e        |
| 2014-2015 | Hoofdklasse | 9e        |
| 2015-2016 | Hoofdklasse | 8e        |
| 2016-2017 | Hoofdklasse | 8e        |
| 2017-2018 | Hoofdklasse | 10e       |
| 2018-2019 | Hoofdklasse | 9e        |
| 2019-2020 | Hoofdklasse | 5e        |
| 2020-2021 | Eredivisie  |           |